# Palača šećerane u Rijeci
 Palača šećerane ( hrv.),  palača Zuccheriera (autohtoni naziv), Palazzo di zuccherificio (tal.) je upravna zgrada bivše rafinerije šećera u Rijeci i od 2020. sjedište Muzeja grada Rijeke sa stalnim postavom. Pod imenom Zgrada bivše tvornice "Rikard Benčić" zavedena je kao zaštićeno kulturno dobro.

## Povijest
Palača se smjestila preko puta željezničkog kolodvora, u četvrti Brajda. Sagrađena je kao upravna zgrada tvornice šećera 1752. godine, na inicijativu Povlaštene tršćansko-riječke kompanije. Nakon požara 1785. značajno je obnovljena i opremljena baroknim interijerima sa zidnim slikama i štukaturom. U 19. stoljeću služila je kao upravna zgrada Tabacheriere, tvornice duhana, a potom i tvornice motora "Rikard Benčić".
Nakon prestanka rada tvornice, vlasnik Palače šećerane i ostatka kompleksa postaje Grad Rijeka koji je, u suradnji s konzervatorima, tijekom godina proveo čitav niz pripremnih radova za njezinu konačnu obnovu, rekonstrukciju i prenamjenu. U tim radovima je sudjelovao niz stručnjaka, od arhitekata i povjesničara umjetnosti do restauratora za zidne slike, štukature, peći itd.
Predstavlja najkvalitetniju baroknu palača na istočnojadranskoj obali, čija je izgradnja označila početak industrijskog razvoja Rijeke. Unutrašnjost zgrade bogato je ukrašena štukaturama, freskama i keramičkim pećima.

## Zaštita
Pod oznakom Z-102 zavedena je kao nepokretno kulturno dobro - pojedinačno, pravnog statusa zaštićena kulturnog dobra, klasificirano kao "javna građevina".

## Obnova
Godine 2008. započeli su konzervatorsko - restauratorski radovi koje izvodi Hrvatski restauratorski zavod, a obuhvaćali su zahvate u sobama na drugom katu te zahvate na keramičkim pećima. Konzervatorsko - restauratorski radovi uključili su zahvate čišćenja i uklanjanja naknadnih slikanih i žbukanih slojeva na zidnom osliku, izradu grafičke i fotodokumentacije, konsolidaciju slikanih i žbukanih slojeva, žbukanje dijelova koji nedostaju i zaštitu oslika tijekom izvođenja građevinskih radova. Riječ je o  mitološkim scenama oslikanim na zidovima koje su bili skrivene ispod sedam slojeva boje.
Radovi na Palači izvodili su se pod konzervatorskim nadzorom Konzervatorskog odjela Rijeka, pod vodstvom Biserke Dujmović Bilušić.
Projektnu dokumentaciju za izvođenje radova rekonstrukcije na Palači šećerane izradio je Hrvatski restauratorski zavod, a glavna projektantica je dr.sc. Irma Huić.
Važnu ulogu u obnovi Palače imao je upravo Hrvatski restauratorski zavod čiji su djelatnici istraživali, projektirali i izveli obimne restauratorske radove na zidnim oslicima te štukaturama, restauratorske radove na čišćenju marmoriziranih zidova i stropova te ukrasnih štukatura na stropovima.
Od radova izvedenih na Palači valja istaknuti ojačanje nosivih stropnih konstrukcija čeličnim gredama s protupožarnom zaštitom, implementaciju dizala za osobe i dizala za muzejsku građu, sanaciju kompletnog krovišta i pročelja s ugradnjom nove stolarije, obnovu svodova sanacijskom žbukom, ugradnju povijesnog venecijanskog terazza u velikoj dvorani, postavu kamene podne obloge u prizemlju i postavu parketa na ostalim etažama te sanaciju svih unutarnjih zidova. Ugrađeni su i sigurnosni sustavi vatrodojave i sustav za gašenje požara uključujući i izgradnju sprinkler bazen sa sjeverne strane objekta.
Napravljeno je i novo stubište za potrebe evakuacije, uz istočno pročelje zgrade, a Palača je u potpunosti prilagođena za pristup osobama s invaliditetom.

## Stalni postav Muzeja grada Rijeke
U Palači šećerane Muzej grada Rijeke predstavlja važne teme iz riječke povijesti, poput prvog torpeda na svijetu, Mornaričke akademije, Rijeke kao iseljeničke luke, 2. svjetskog rata i poratne obnove, povijest gradskog kazališta, riječke nebodere, glazbu, riječki rock, povijest velikih riječkih kompanija – Tvornice papira, Tvornice duhana.
Postav obuhvaća gospodarsku, političku, kulturnu, obrazovnu, znanstvenu, sportsku povijest Rijeke od 18. do 21. stoljeća, od trenutka kada je grad postao slobodna kraljevska luka 1719. godine, što mu je donijelo priliku za dotad neviđen razvoj. Ovaj atraktivni postav smješta Rijeku u europski kontekst, povezujući je s Bečom, Antwerpenom, Budimpeštom i ostalim europskim metropolama. Pa i onima na drugim kontinentima, poput New Yorka.
Postav se proteže u više od 30 prostorija na dva kata Palače šećerane. Prvi kat palače bavi se poviješću grada -„Pričom o Rijeci, Europi i svijetu“. Naglasak je na tri stoljeća moderne Rijeke, od početka 18. do početka 21. stoljeća. Nakon što su se u 18. stoljeću javili začeci moderne Rijeke, sve je kulminiralo izrastanjem grada u važnu srednjoeuropsku luku i industrijsko središte. Završetak ove cjeline je u 2020. godini, kada je Rijeka postala Europska prijestolnica kulture.
Drugi kat palače posvećen je priči “Slatka povijest Rijeke”. U njezinu je fokusu bivši proizvodni tvornički kompleks čiji dio je činila danas obnovljena palača. Ovaj dio postava obuhvaća sva razdoblja kompleksa – od Rafinerije šećera, preko Tvornice duhana do Tvornice motora Rikard Benčić. Naglasak je na početnoj fazi pogona, kada je njime vladao šećer. U jednoj od dvorana nalazi se staklena vitrina puna šećernih glava, onakvih kakve su se svojedobno proizvodile u Rijeci.
Autor stalnog postava je ravnatelj Muzeja mr. sc. Ervin Dubrović u suradnji sa zaposlenicima Muzeja grada Rijeke. Postav je dizajnerski osmislila i realizirala višestruko nagrađivana dizajnerica Nikolina Jelavić Mitrović, spajajući u vizualno privlačnu cjelinu stilske karakteristike same Palače, originalne predmete, multimedijsku tehnologiju i interaktivnost.

## Vanjske poveznice
|  | Zajednički poslužitelj ima još gradiva o temi Znamenite riječke građevine |